# Miksa Emánuel bajor herceg
Miksa Emánuel bajor herceg (Maximilian Emanuel, Herzog in Bayern) (München, 1849. december 7. – Feldafing, 1893. június 12.), a Wittelsbach-ház Pfalz–Birkenfeld–Gelnhausen mellékágának tagja, Erzsébet osztrák császárné és magyar királyné („Sisi”) legfiatalabb öccse. A szülői házban „Mapperl” néven szólították.

## Élete
Miksa Emánuel herceg Miksa József bajor herceg és Mária Ludovika Vilma bajor királyi hercegnő nyolcadik gyermeke, legfiatalabb fia volt.
Szenvedélyesen szerette a katonaságot, már 16 évesen belépett a seregbe, szolgált többek között a bambergi ulánusoknál is.
1875-ben feleségül vette Szász-Coburg-gothai Amália hercegnőt. Ez a házasság a nővére, Erzsébet révén jött létre, mivel Amália Lipót bajor királyi herceggel volt korábban elkötelezve, de az felbontotta az eljegyzésüket, mivel inkább Erzsébet császárné leányát, Gizellát vette feleségül (1873). Miksa Emánuel házassága ezen zökkenők ellenére nagyon boldognak bizonyult.
A herceg 1893-ban gyomorvérzés következtében hunyt el.
„Mapperl”, (azaz „Mappácska”) elnevezését azért kapta, mert sok időt töltött a possenhofeni kastély könyvtárában.

## Családja
Amália szász-koburg-gothai hercegnővel (1848-1894) 1875-ben Bécsben kötött házasságot. E frigyből három fiú született:
- Siegfried August Maximilian Maria (1876. július 10. – 1952. március 12.)
- Christoph Joseph Clemens Maria (1879. április 22. – 1963. július 10.)
- Luitpold Emanuel Ludwig Maria (1890. június 30. – 1973. január 16.)